# Coamo
Coamo – miasto w południowej części Portoryko. Zostało założone w 1579. Jest siedzibą gminy Coamo. Według danych szacunkowych na rok 2000 liczy 37 597 mieszkańców. Burmistrzem miasta jest Hon Juan Carlos García Padilla.